# اکسی‌تروپیس (گیاه)
اکسی تروپیس پیلوسا (نام علمی: Oxytropis pilosa) نام گونه‌ای از پیلوساها، از گیاهان گلدار از خانواده حبوبات و زیر خانواده Faboideae است که در ایران، اروپای مرکزی و اروپای شرقی تا روسیه یافت می‌شود. این گیاه کمیاب و محافظت شده است و از خرداد تا مرداد گل می‌دهد

## نگارخانه

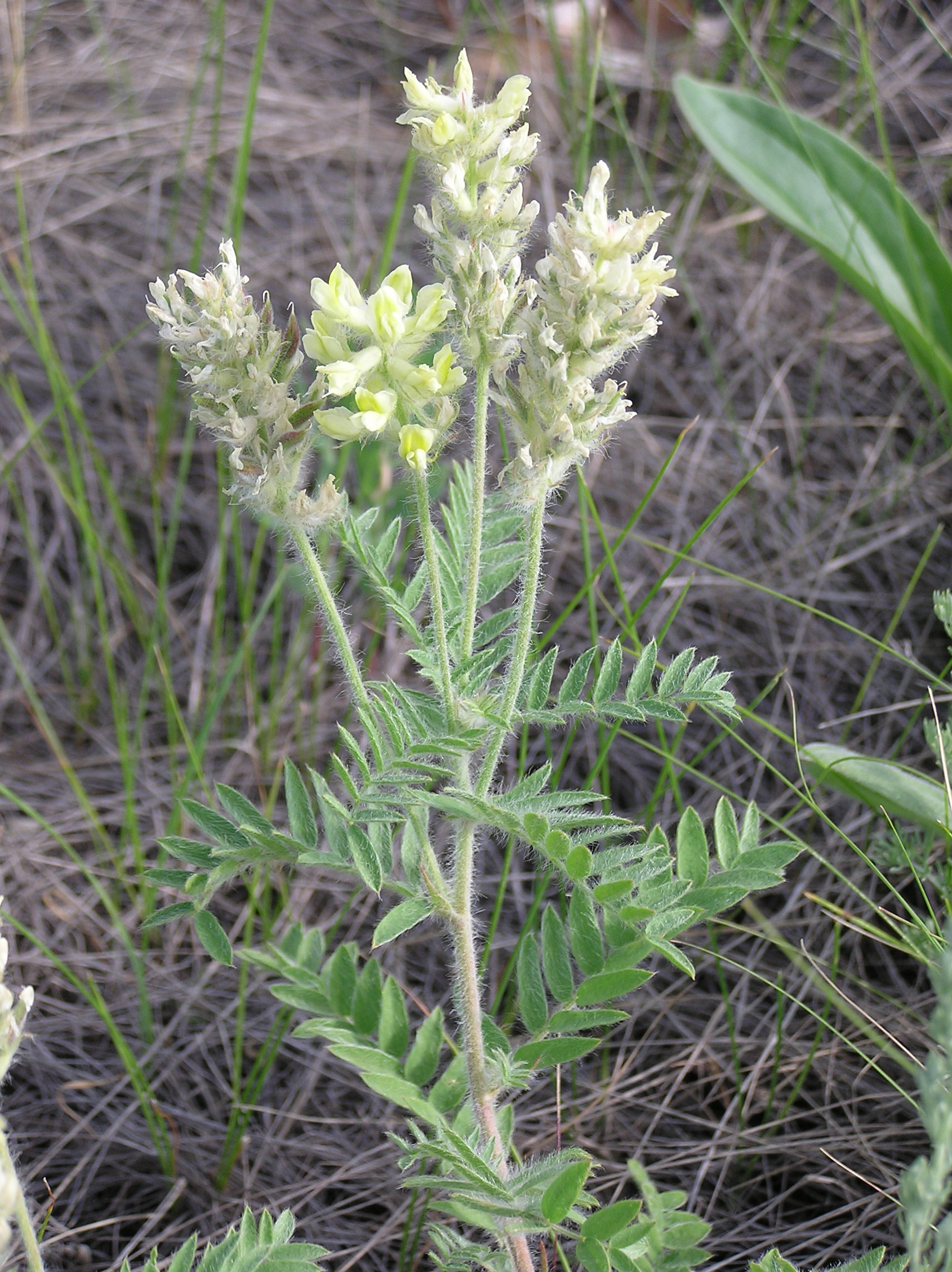
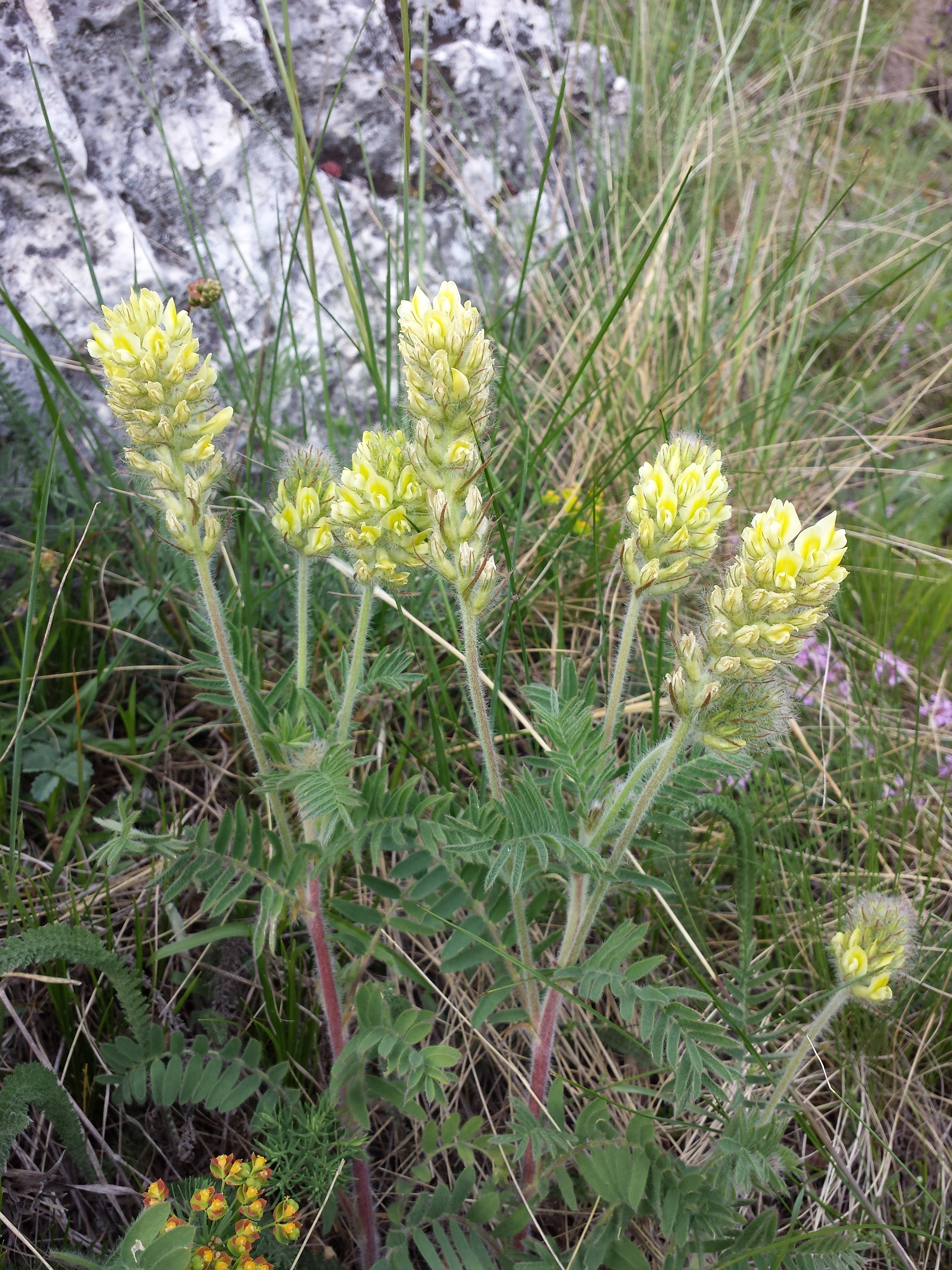